# 장흥순

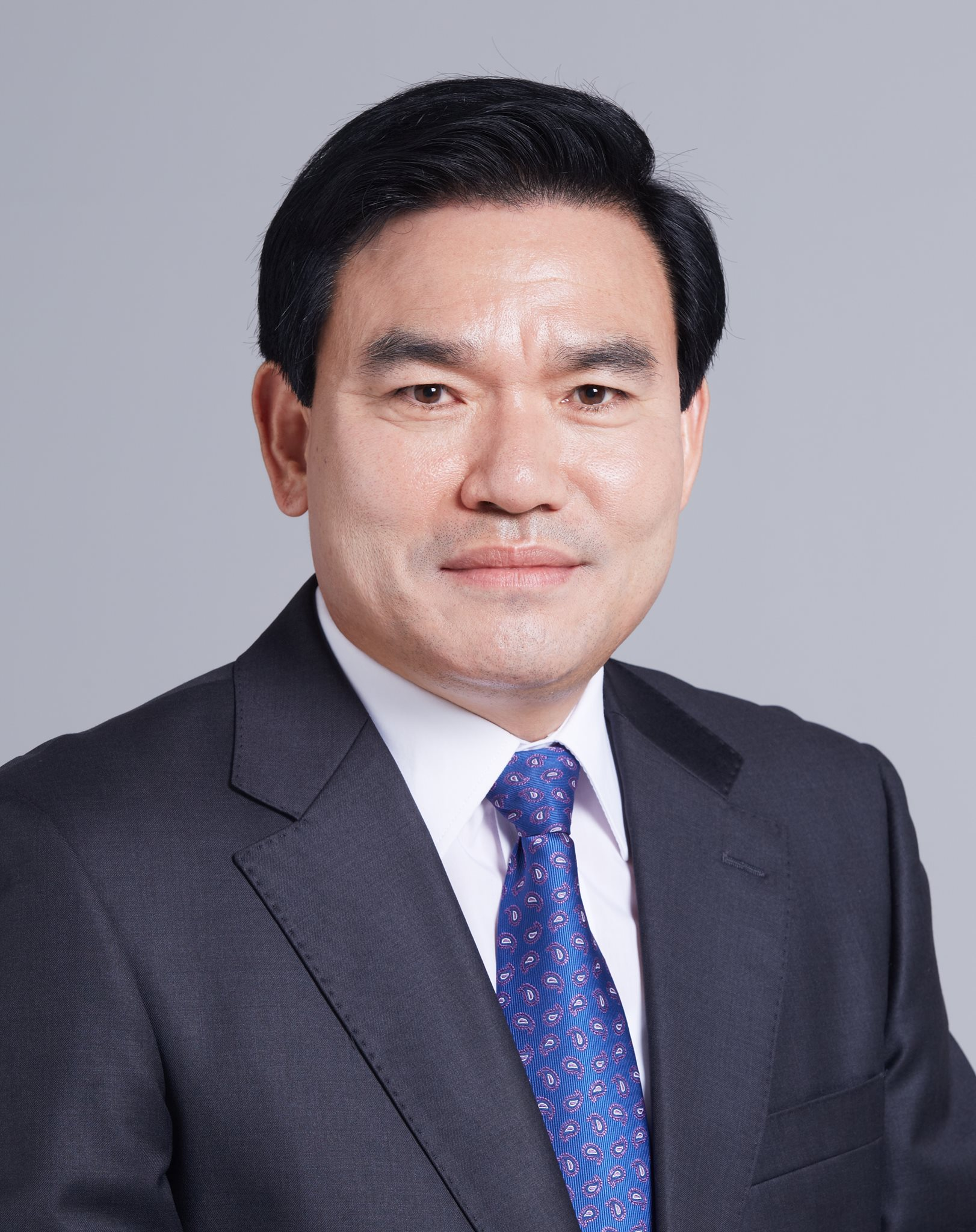

장흥순(張興淳 1962.10.15~)은 대한민국의 정당인으로 전 광역의원이다.

## 학력사항
- 2010~2012  한양대학교 대학원

## 경력사항
- 2010.7~2011.6 : 국제라이온스협회 354-D지구 하일클럽 회장
- 2011.7~2012.6 : 국제라이온스협회 354-D지구 국제봉사분과 위원
- 2012.7~2013.6 : 국제라이온스협회 354-D지구 다문화가정 및 아동분과 위원
- 2013.7~2015.6 : 제16기 민주평화통일자문회의 서울동대문구협의회 자문위원
- 2013.7~2014.6 : 국제라이온스협회 354-D지구 시력보존 및 장애인봉사분과 위원
- 2014.7~2016.6 : 국제라이온스협회 354-D지구 시력 및 청력보존분과 위원
- 2014.7~2016.7 : 서울특별시의회 환경수자원위원회 위원
- 2014.8~2015.9 : 서울특별시의회 예산결산특별위원회 위원
- 2015.7~2017.6 : 제17기 민주평화통일자문회의 서울동대문구협의회 자문위원
- 2016.7~2017.7 : 서울특별시의회 더불어민주당 민생부대표
- 2016.7~2017.6 : 국제라이온스협회 354-D지구 시력 및 청력보존분과 부위원장
- 2016.7~2018.4 : 서울특별시의회 도시안전건설위원회 위원
- 2016.7~2017.6 : 서울특별시의회 더불어민주당 민생실천위원회 위원
- 2016.9~2017.12 : 더불어민주당 서울특별시 당 윤리심판원 위원
- 2017.2~2018.6 : 서울특별시의회 윤리특별위원회 위원
- 2017.2~2018.8 : 더불어민주당 다문화위원회 부위원장
- 2017.5~2018.8 : 더불어민주당 중앙위원
- 2017.9~2018.6 : 제18기 민주평화통일자문회의 서울동대문구협의회 자문위원
- 2017.9~2018.3 : 서울특별시의회 소상공인 지원을 위한 특별위원회 위원
- 2017.9~2018.6 : 서울특별시의회 면목선 등 도시철도 건설사업 조속 추진 지원을 위한 특별위원회 부위원장
- 2017.7~ : 국제라이온스협회 354-D지구 시력보존분과 부위원장
- 2018.7~ : 서울도시가스 상담역
- 2021.12~ : 국무총리 자문위원

## 수상내역
- 2018 대한민국신문기자협회 한국을 빛낸사람들 대상 의회부문 지역친환경발전공로대상
- 2017 서울기자연합회 지방자치 의정 대상
- 2017 유권자시민행동 대한민국 유권자 대상